# Theißtal
Koordinaten: 47° 55′ 0″ N, 23° 53′ 0″ O
Das Theißtal ist eine Landschaft in den Waldkarpaten und liegt in der Region Maramuresch im Grenzgebiet von Rumänien und der Ukraine.
Das Tal ist nach dem gleichnamigen Fluss Theiß (rum. Tisa, ukr. Тиса/Tyssa) benannt, der in seinem Verlauf den Grenzfluss zwischen dem rumänischen Kreis Maramureș und der ukrainischen Oblast Transkarpatien bildet.
Die wichtigste rumänische Stadt in diesem Gebiet ist Sighetu Marmației. 